# 慶應義塾幼稚舎教員自殺事件
慶應義塾幼稚舎教員自殺事件（けいおうぎじゅくようちしゃきょういんじさつじけん）は日本の小学校の教員が自殺した事件。

## 概要
2000年10月に慶應義塾幼稚舎の6年生のクラスの担任が自殺したという事件。自殺した担任は教育熱心でカリキュラムを目一杯詰め込む感じで、幼稚舎の伸び伸びと育てるタイプとは異なっていたために、家に帰って不満を漏らす生徒がいて、その生徒の父兄と思われる者からの不満のメールが学校側に送られるようになり、このことから担任は自殺したという事件。

### 事件の詳細

#### 事件まで
1999年4月に慶應義塾幼稚舎長に新たな人物が就任して、慶應義塾幼稚舎の改革が行われることになる。この改革で行われた事柄のうちの一つに、慶應義塾幼稚舎は内外への情報発信にインターネットをフルに活用するというものがあった。この中にメーリングリストを用いることによって舎長自らが生徒の父兄と直接メールでやり取を行えるようになり、情報の共有が容易になり、父兄の側にも安心感をもたらすことができていた。父兄がメールを用いる目的というのは主に担任とのやり取りであったのだが、その際にカーボンコピーという機能を用いることによって同時に舎長にもメールを送る父兄も増えていった。このようにして舎長にも送られるメールというのは、他の父兄への不満や授業への注文などのクラス内の問題についてであった。慶應義塾幼稚舎というのは生徒の教育というのは全面的に担任に任されているために、父兄への対応については舎長が出てくることではなかったことであったものの、担任を飛び越えかねないことになっているメールの使い方が多くなっていた。このようになれば担任にとっては自らの父兄からの信頼とはこのようなものかと思い落胆することになった。舎長にも送られてきたメールに対しては、舎長は担任に任せていると返信して自らが前面には出てこなかった。だが問題が深刻な場合には舎長が表には出てこなくても、担任と舎長による話し合いが行われるということはあった。このような状況が続いていくうちに次第にエスカレートして行き、担任を完全に飛び越えて直接舎長のみにクラスのトラブルや不満を送る父兄も出てきて、このようになった状況から教員は自殺することになっていたのであった。

### 事件の発生とそれから
自殺することになる教員のクラスの生徒の父兄から、担任を変えてほしいという要望のメールが学校に届くようになっていた。他にもこの担任に対する苦情のメールが担任を通さずに直接舎長宛てに何通も送られるようになっていた。この担任というのはクラスの学力を上げるために受験校並みのカリキュラムを組んでいたために、それに付いて行けない生徒が出るようになっていた。そしてこの担任は慶應義塾幼稚舎ののんびりとした校風にはそぐわない感じもあったために、この教員は慶應義塾幼稚舎には不適格であると攻撃する父兄が現れるまでになっていた。このようになっていた時期であった2000年10月にこの担任は自殺したのであった。この事件については複数の週刊誌に取り上げられたのだが、その中には舎長の責任を追及するというものもあり、舎長が担任を追い詰めたために担任は自殺することになったというものであった。週刊誌によると舎長が担任を非難するメールを受け取り、それから舎長は担任を呼んで厳しく叱責をしたところ、これが原因となって自殺したとのことであった。だが週刊誌のこの記事を全面的に否定する慶應義塾幼稚舎の関係者もいた。この関係者によると舎長と担任の間でトラブルになったことは無く、2人の関係は良好であり、舎長が担任を注意したという事実も無いとのことであった。このことからこのような記事が出た理由は、自殺の原因を舎長に押し付けようとした一派がいて、その一派というのは父兄の一部で、舎長の体制に反発しており舎長の座から引き摺り下ろすためにでっち上げの情報をマスコミにリークしたとのことであった。舎長への攻撃を仕掛けていたのは、現在の舎長は慶應義塾出身者への優遇を撤廃しようとしていると思い込み、そのことに腹を立てている慶應義塾幼稚舎の卒業生であった。この人々はモンスターペアレントの中でも強力な存在であった。週刊誌にリークしていた人は自殺した担任とは別の学年で舎長のことを快くないと思っていた一派であった。